# لیلی استفان
لیلیانا دل کارمن استفان (زاده 20 مارس 1967) یک مدل آمریکایی و مجری تلویزیونی کوبایی است.
لیلی استفان در 20 مارس 1967 در سانتیاگو دو کوبا به دنیا آمد. پدر لیلی خوزه استفان (متولد 1945) است. لیلی پس از از دست دادن مادرش در سن ده سالگی به همراه پدر و برادر کوچکترش خوان امیلیو (متولد 1967) به ایالات متحده مهاجرت کرد. او خواهرزاده پدری امیلیو استفان تهیه کننده موسیقی است که همسرش گلوریا استفان خواننده است.